# Морозы 2014 года в Северной Америке

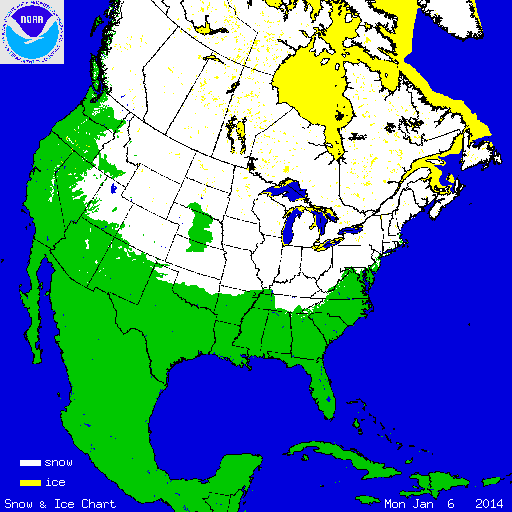
Снежный покров (белый) в США и Канаде на 6 января 2014 года

Прохождение холодного фронта над территорией Северной Америки зимой 2013—2014 года привело к экстремальному похолоданию в ряде регионов Канады и США. Ещё одним следствием погодной аномалии стал обильный снегопад. Температура понизилась до беспрецедентных значений (−40 градусов по Цельсию и ниже).
Фронт существовал с 2 по 11 января. Ущерб от данного сдвига полярного вихря в США оценивается в 5 миллиардов долларов, погибло более 20 человек. Всего в области похолодания проживало около 200 миллионов человек.

## Последствия
Были закрыты школы, различные учреждения, перекрыты дороги. Массово отменялись авиарейсы. Сообщалось о том, что впервые с 1912 года якобы полностью замёрз Ниагарский водопад, но на самом деле он не замерзал (по крайней мере полностью), а фотографии, разошедшиеся в Интернете, были сделаны годами ранее.

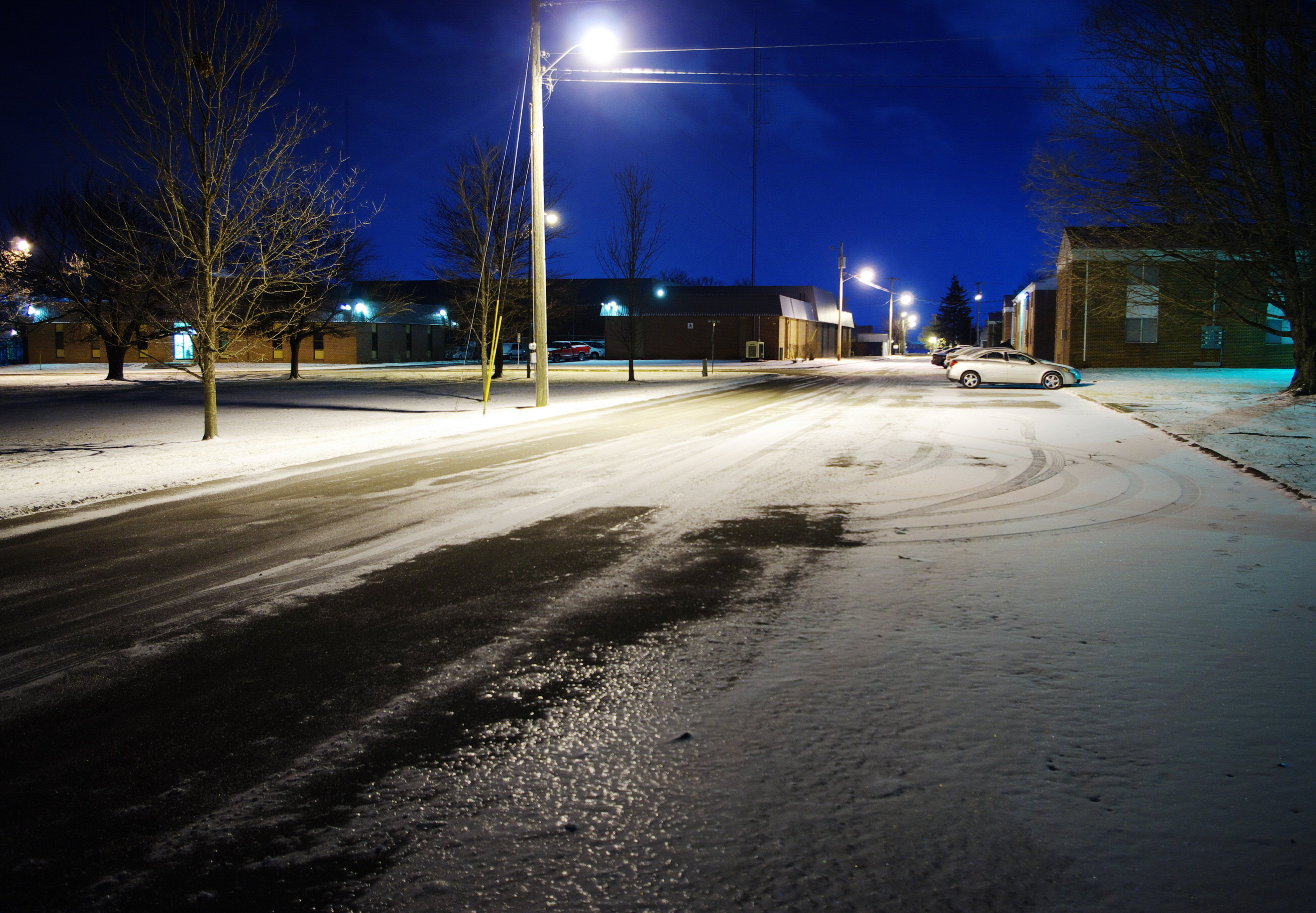
Снег в Теннесси

6 января 2014 года из-за морозов было отменено более 3700 авиарейсов. Ещё несколько тысяч отмен случилось 4—5 января. Задержки из-за погодных условий произошли в аэропортах, не имеющих оборудования для противообледенительной обработки. Представитель American Airlines Мэтт Миллер заявил, что в Международном аэропорту О’Хара в Чикаго фактически замёрзли авиакеросин и противообледенительная жидкость.